# Odontogomphus longipositor
Odontogomphus longipositor är en trollsländeart som beskrevs av Watson 1991. Odontogomphus longipositor ingår i släktet Odontogomphus och familjen flodtrollsländor. Inga underarter finns listade i Catalogue of Life.